# Јасичар
Јасичар (Limenitis populi) је дневни лептир из породице шаренаца (Nymphalidae). Строго је заштићен у Србији, а и у многим другим европским земљама.

## Опис
Ово је врло крупан лептир и импресиван летач који се лако разликује од сродних врста, мада боја варира у извесној мери и постоје разлике између полова. Распон крила је 65–80 mm.

## Распрострањење
Палеарктичка врста чији ареал сеже све до Јапана, а и у Европи је има готово свуда. У Србији је локална у планинским подручјима. Најбројнији су налази са истока земље, има их са запада, док их на северу, у средњем делу и на самој југу заправо нема.

## Биологија
Јасичар настањује листопадне шуме и ретко се виђа, обично на ободу шуме, уз неки извор или на балези. Женке се виђају ређе јер ретко напуштају крошње дрвећа. Никада се не храни из цветова, већ помоћу пробосциса црпи минерале из смоле дрвета, земље, зноја па чак и из лешева. Има само једну генерацију која се активира почетком јуна и завршава у првим данима августа. Гусеница у Европи за исхрану користи само две биљке: јасику (Populus tremula) и црну тополу (P. nigra).